# Corindi Beach
Corindi Beach – miasto w Australii, w stanie Nowa Południowa Walia, nad Oceanem Spokojnym.